# بومگارتن

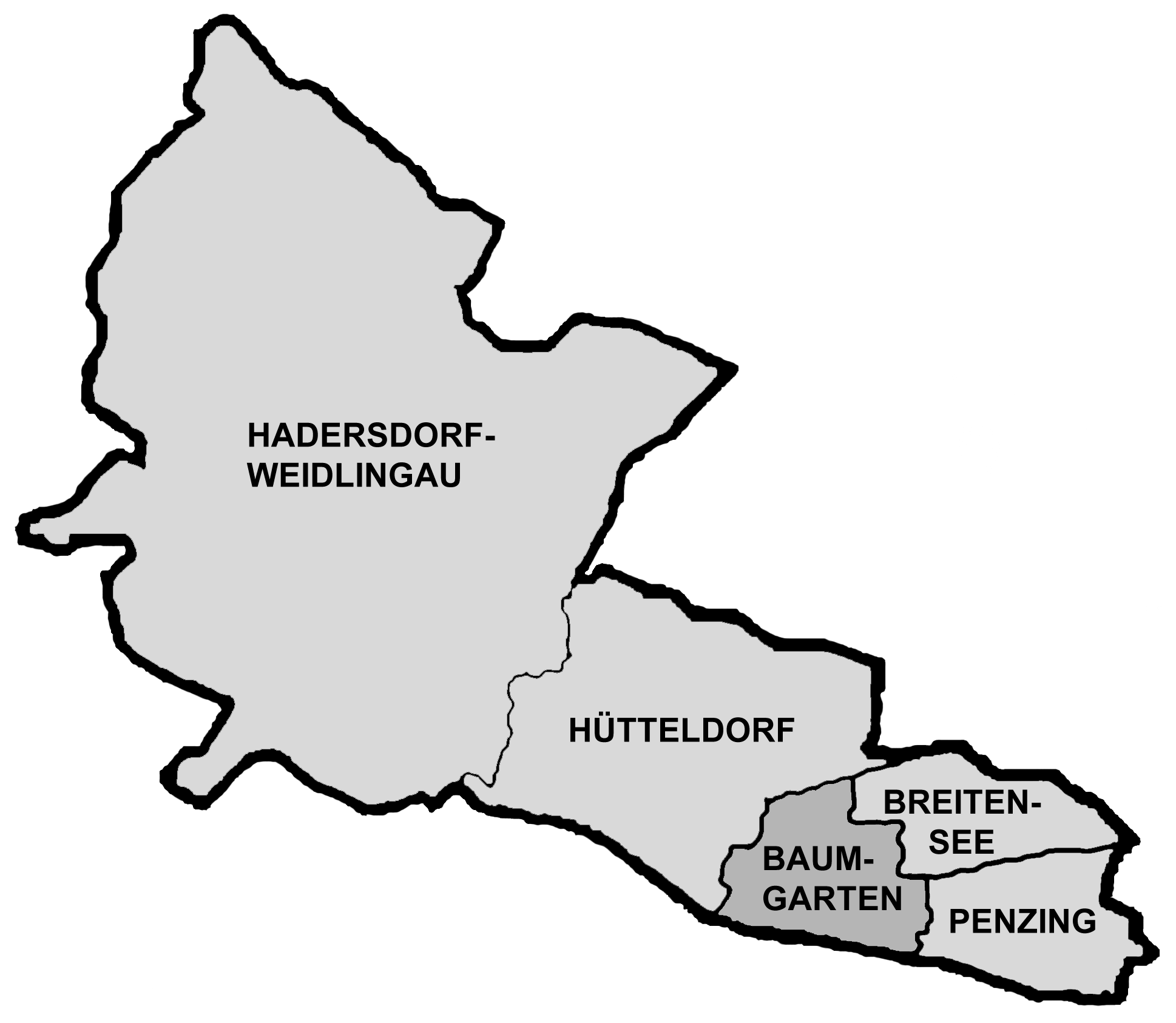

بومگارتن (به هلندی: Baumgarten) تا اواخر سده ۱۹ میلادی شهری کوچک در نزدیکی شهر وین بود. اکنون بومگارتن منطقه‌ای در ناحیه ۱۴ شهرداری وین است.

## مشاهیر
- گوستاو کلیمت، نقاش مشهور اتریشی،  در سال ۱۸۶۲ میلادی. در بومگارتن متولد شد.[۱][۲]